# Pierre-Étienne Bisch
Pour les articles homonymes, voir Bisch.
Pierre-Étienne Bisch, né le 19 octobre 1951 à Lörrach (R.F.A.), est un haut fonctionnaire français, ancien préfet de la région Centre et du Loiret ainsi qu'ancien président-directeur général de Météo France.

## Biographie

### Conseiller technique de Charles Pasqua pour la Corse
De mai 1993 à fin 1995, Pierre-Étienne Bisch a été le conseiller technique de Charles Pasqua sur la Corse « pour ce qui touchait à l'aspect de l'aménagement du territoire et du développement économique », selon ce que Pierre-Étienne Bisch a déclaré le 19 octobre 1999 à la Commission d'enquêtes sur le fonctionnement des forces de sécurité en Corse
Sur cette fonction, Pierre-Étienne Bisch a déclaré « Mon premier travail de conseiller technique a été de rencontrer, à la demande du ministre, tous les parlementaires de l'île. Bien entendu, je n'étais que l'ombre portée du ministre - et un conseiller ne pèse rien par lui-même. Mais compte tenu du respect qui pouvait être porté à M. Pasqua, je pense que mon action a été appréciée. Je ne crois pas avoir outrepassé les attentes du ministre, par conséquent, dans un premier temps tout au moins, cela s'est bien passé. Je n'exclus pas qu'ultérieurement, on ait pu dire de moi, à plusieurs reprises, que je réglais beaucoup de problèmes… ».
À la question « N'avez-vous pas été, en définitive, la vitrine légale de choses moins avouables à cette période ? », Pierre-Étienne Bisch répond « Je ne l'exclus pas ».
Parlant de son rôle après la prise de fonction d'Alain Juppé à Matignon, et de celle de Jean-Louis Debré au ministère de l'intérieur, Pierre-Étienne Bisch déclare « on ne demande rien dans ces cas-là, on fait ce que l'on nous dit, nous sommes des soldats de la République ».

### Formation et carrière
De 1976 à 1978, Pierre-Étienne Bisch est élève à l'ENA dans la promotion Pierre Mendès-France. Le premier juin 1978, il devient Administrateur civil de 2e classe au Ministère de l'Intérieur avant de devenir Sous-préfet de 2e classe, directeur du cabinet du préfet des Côtes-du-Nord le 19 juillet 1978 puis Directeur du cabinet du préfet du Pas-de-Calais le 15 décembre 1972 et enfin Sous-préfet de Montbard le 25 février 1982.
Le premier janvier 1983, Pierre-Étienne Bisch est nommé Commissaire adjoint de la République de l'arrondissement de Metz-Campagne puis le 3 janvier de cette même année redevient Sous-préfet de 1re classe le premier juillet 1983.
Le premier juin 1984, il devient détaché en qualité de conseiller de 1re classe du tribunal administratif (Nice) puis devient Administrateur civil hors classe le 31 juillet 1987.
Le premier octobre 1987, il devient sous-directeur des affaires juridiques et contentieuses au ministère de l'Industrie, des P. et T. et du Tourisme.
Le 3 décembre 1990, il est nommé Sous-directeur des compétences et des institutions locales (Direction générale des collectivités locales - DGCL) puis est nommé Sous-directeur, adjoint au directeur général des collectivités locales le 11 mars 1991.
Le 3 mai 1993, il devient Conseiller pour l'aménagement du territoire et les collectivités locales auprès du ministre d'État, ministre de l'intérieur et de l'aménagement du territoire Charles Pasqua avant de devenir le 20 janvier 1995 Préfet, chargé d'une mission de service public relevant du Gouvernement.
Le 10 mars 1995, il est titularisé en qualité de préfet.
Le 3 juillet 1995, il est nommé Directeur de l'administration territoriale et des affaires politiques au ministère de l'intérieur.
Le 16 décembre 1996, il est nommé préfet de Savoie le 16 décembre 1996 puis préfet de l'Ain le 25 octobre 1999 et du Var le 22 juillet 2002 et enfin Préfet hors cadre le 12 janvier 2004.
Le 5 avril 2004, il est nommé Conseiller pour les affaires intérieures et l'outre-mer au cabinet du Premier ministre (Jean-Pierre Raffarin) puis Directeur de cabinet du ministre des transports (Dominique Perben) avant de devenir Président-directeur général de Météo-France.
Le 16 novembre 2005, il est placé en position de service détaché.
Le 6 avril 2009, il est nommé préfet de la région Alsace puis de la région Centre et du Loiret le 24 octobre 2012 avant d'être remplacé par Michel Jau.
Le 17 septembre 2014, il entre au Conseil d'État.
Après la cessation d'activité, par décret présidentiel publié le 30 janvier 2021, il est nommé membre du Conseil de l'Ordre National du Mérite.

## Décorations
- Commandeur de la Légion d'honneur, Promu officier le 11 juillet 2008[15] puis commandeur par décret du 13 juillet 2016
  -  Chevalier de la Légion d'honneur, le 31 décembre 1999[16]
- Commandeur de l'ordre national du Mérite Il est fait chevalier le 7 mai 1991, puis est promu officier le 14 mai 2003[17], et commandeur le 14 novembre 2013[18].
- Commandeur de l'ordre du Mérite agricole (2022)[19]
  -  Chevalier de l'ordre du Mérite agricole (1997)